# BRENDA
Pour les articles homonymes, voir Brenda.
 (juillet 2017).
BRENDA est une base de données sur les enzymes. Elle est entretenue et développée par l'Institut de biochimie de l'Université de Cologne. Les données sur les fonctions enzymatiques sont extraites directement de la littérature primaire. Des vérifications formelles ainsi que des vérifications de cohérence sont effectuées par des programmes informatiques ; de plus chacune des données introduites est vérifiée "manuellement". La dernière révision remonte à janvier 2010 et comprenait :
- Importante accélération de la vitesse de mise à jour
- Développement d'un nouveau fureteur de l'arborescence EC
- Fureteur de l'arborescence de la taxonomie
- Moteur de recherche des sous-structures chimiques pour les structures des ligands
- Développement d'un vocabulaire contrôlé
- Ontologie de certains champs d'information
- Lexique des noms de ligands.

## Utilisation
La base de données couvre 40 entrées, avec des informations à propos de la nomenclature, des réactions, de la spécificité, de la structure de l'enzyme, de sa méthode d'isolement ou de préparation, les références dans la littérature scientifique et des références croisées pour la séquence ou la structure 3D.
La base de données est accessible gratuitement pour des usages académiques et sans but lucratif, les usages commerciaux ont besoin d'acquérir une licence. Pour utiliser la base de données, il est nécessaire de s'enregistrer par e-mail. La base de données peut être parcourue par la nomenclature EC, le nom de l'enzyme, l'organisme ou une recherche avancée combinant ces entrées.